# Allium elaounii
Allium elaounii — вид квіткових рослин з підродини цибулевих (Allioideae). Ендемік Тунісу.

## Резюме
Новий вид Allium, A. elaounii начебто ендемічний для Крумірських гір (північний захід Тунісу). Новий вид морфологічно подібний до групи A. rouyi та A. valdecallosum, від яких він відрізняється переважно ознаками стебла, цибулини, листя, суцвіття та насіння. Належить до A. sect. Pseudoscorodon